# Maximální vědomá kontrakce
Maximální vědomá kontrakce (MVC, z anglického Maximum voluntary contraction) je největší možné zapojení svalu pomocí vůle. Požadované síly kontrakce svalu je dosahováno postupnou aktivací motorických jednotek. Poměrné množství aktivovaných jednotek a frekvence jejich dráždění určuje míru kontrakce. U malých svalů člověka je dosaženo 50% MVC zapojením všech motorických jednotek a vyšší míra kontrakce je dosažena zvyšováním frekvence dráždění až na 60Hz. U velkých svalů jsou zapojeny všechny motorické jednotky až při 90% MVC a k udržení kontrakce je zapotřebí obvykle nižších frekvencí (do 40 Hz) dráždění.